# Gambusia hurtadoi
Gambusia hurtadoi is een zoetwatervis, verwant aan het muskietenvisje, uit de familie Poeciliidae en de orde tandkarpers. Het is inheems in Mexico in Chihuahua.
Gambusia hurtadoi is gemiddeld 2,5 cm en wordt niet groter dan 3,5 cm (vrouwtje). De soort staat als kwetsbaar op de internationale rode lijst.